# Reisen und Länderbeschreibungen der älteren und neuesten Zeit
Reisen und Länderbeschreibungen der älteren und neuesten Zeit, eine Sammlung der interessantesten Werke über Länder- und Staaten-Kunde, Geographie und Statistik ist eine deutschsprachige Buchreihe mit Reise- und Länderbeschreibungen aus der Mitte des 19. Jahrhunderts. Sie wurde herausgegeben von Eduard Widenmann und Hermann Hauff und erschien in Stuttgart und Tübingen bei Cotta in den Jahren 1835–1860.

## Übersicht
- Darstellung des gegenwärtigen Zustandes von Irland. 1835
- Algier wie es ist : mit 1 Kt., enthaltend: Algier und das Mittelmeer. 1835
- Alexander Burnes' Reisen ... ; Bd. 1. Alexander Burnes. 1835
- Gesandtschaftsreise nach Lahur [und Fahrt den Indus hinauf] / Alexander Burnes. 1835
- Reise nach Bukhara / Alexander Burnes. 1835
- Ausflug auf die Prairien zwischen dem Arkansas und Red-river / Washington Irving.  1835
- Reiseschilderungen und Umrisse aus südlichen Gegenden. / Alfred Reumont. 1835
- Briefe in die Heimath, geschrieben zwischen October 1829 und Mai 1830 waehrend einer Reise über Frankreich, England und die Vereinigten Staaten von Nordamerica nach Mexico / Carl Wilhelm Koppe. 1835
- Alexander Burnes' Reisen ... ; Bd. 2 / Alexander Burnes. 1836
- Der Indusstrom und die angränzenden Länder / Alexander Burnes. 1836
- Anhang: Die Länder auf der Nordwestgränze von Indien  Alexander Burnes. 1836
- Geographische Bemerkungen über die Länder zwischen Indien und dem kaspischen Meere / Alexander Burnes. 1836
- Historische Skizzen der Länder zwischen Indien und dem kaspischen Meere / Alexander Burnes. 1836
- Der Handel von Mittel-Asien / Alexander Burnes. 1836
- Anhang: Über baktrische Münzen und Alterthümer / Alexander Burnes. 1836
- Ein Besuch auf der Insel Island über Tronyem im Sommer 1834 : mit Holzschnitten / John Barrow. 1836
- Südafrikanische Skizzen / Thomas Pringle. 1836
- Mexicanische Zustände ... ; Bd. 1 / Carl Wilhelm Koppe. 1837
- Montenegro und die Montenegriner : ein Beitrag zur Kenntniss der europäischen Türkei und des serbischen Volkes / Vuk Stefanović Karadžić. 1837
- Die Americaner in ihren moralischen, politischen und gesellschaftlichen Verhältnissen / Francis Joseph Grund. 1837
- Mexicanische Zustände ... ; Bd. 2 / Carl Wilhelm Koppe. 1837
- Astoria oder Geschichte einer Handelsexpedition jenseits der Rocky Mountains / Washington Irving. 1838
- Reise in Abyssinien im Jahre 1836 : Mit einer Karte / Albrecht von Katte. 1838
- Skizzen aus Irland oder ... ; Erstes Heft 1838
- Der Geist des Orients erläutert in einem Tagebuche über Reisen durch Rumili während einer ereignisreichen Zeit, von David Urquhart. 1839 (2 Bde.)
- Rußland und die Tscherkessen / Karl Friedrich Neumann. 1840
- Reisen auf den griechischen Inseln des ägäischen Meeres / Bd. 1, Syros, Tenos, Delos, Rhenäa, Naxos, Paros, Jos, Thera, Therasia, Anaphe, Kythnos, Keos, Seriphos, Siphnos, Pholegandros, Sikinos und Amorgos ; mit 2 Kupfern / Ludwig Ross. 1840
- Ludwig Ross: Reisen auf den griechischen Inseln des ägäischen Meeres 4 Bände. Stuttgart, Tübingen 1840; 1843; 1845; 1852. Digitalisate der UB Heidelberg
- Reisen auf den griechischen Inseln des ägäischen Meeres / Bd. 4  / Ross, Ludwig: Reisen nach Kos, Halikarnassos, Rhodos und der Insel Cypern Digitalisat
- Ein Besuch auf Montenegro / Heinrich Wilhelm August Stieglitz. 1841
- Acht Wochen in Syrien : ein Beitrag zur Geschichte des Feldzuges 1840 ; mit einer Karte vom Kriegsschauplatz. 1841
- Reise durch Rußland nach dem kaukasischen Isthmus; / Karl Koch. 1842, 1843
- Beschreibung von Kordofan und einigen angränzenden Ländern: nebst einem Ueberblick ueber den dasigen Handel, die Sitten und Gebraeuche der Einwohner und die unter der Regierung Mehemed Ali's stattgefundenen Sklavenjagden / Ignaz Pallme. 1843
- Reisen auf den griechischen Inseln des ägäischen Meeres / Bd. 2, Andros, Syros, Mykonos, Amorgos, Astypaläa, Nisyros, Knidos, Kos, Kalymnos, Telendos, Leros, Patmos, Samos, Ikaros, Delos, Rhenäa, Gyaros, Belbina ; mit 1 Kupfer, einer Karte und mehreren Holzschnitten / Ludwig Ross. 1843
- Geschichte der Entdeckung und Eroberung Peru's von Francisco de Xeres, Pizarro's Geheimschreiber; Nebst Ergänzung aus Augustins de Zarate und Garcilasso's de la Vega Berichten / Francisco de Xerez. 1843
- Die heutigen Syrier oder gesellige und politische Zustände der Eingeborenen in Damaskus, Aleppo und im Drusengebirg : geschildert nach den an Ort und Stelle in den Jahren 1841 bis 1843 gemachten Aufzeichnungen eines Reisenden ; aus dem Englischen übersetzt und mit statistischen Nachrichten aus der Handschrift des Verfassers vermehrt / Andrew Archibald Paton. 1845
- Istrien und Dalmatien : Briefe und Erinnerungen / Heinrich Stieglitz. 1845
- Harris' Gesandschaftsreise nach Schoa. Und Aufenthalt in Südabyssinien 1841–1843. Deutsch von K.v. K. [Killinger] / Abth. 1 / Mit einer Kt. von Abyssinien und angränzender Länder / William Cornwallis Harris. 1845
- Reisen auf den griechischen Inseln des ägäischen Meeres / Bd. 3 / Melos, Kimolos, Thera, Kasos, Karpathos, Rhodos, Chalke, Syme, Kos, Kalymnos, Ios / Ludwig Ross. 1845
- Harris' Gesandtschaftsreise ... ; Abth. 2 / William Cornwallis Harris. 1846
- Die Entdeckungsexpedition der Vereinigten Staaten in den Jahren 1838 bis 1842 unter Lieutenant Charles Wilkes. 1848–1850 / Charles Wilkes.
- Reise nach dem Ararat und dem Hochland Armenien : Mit einem Anhange: Beiträge zur Naturgeschichte des Hochlandes Armenien / Moritz Wagner. 1848
- Beiträge zur Naturgeschichte des Hochlandes Armenien / Moritz Wagner. 1848
- Reise um die Welt in den Jahren 1844–1847 / Bd. 1 / Reise in Nordamerika / Karl Heinrich von Görtz. 1852
- Reise um die Welt in den Jahren 1844–1847 / Bd. 2 / Reise in Westindien und Südamerika / Karl Heinrich von Görtz. - 1853
- Reise um die Welt in den Jahren 1844–1847  / Bd. 3 / Reise in China, Java, Indien und Heimkehr / Karl Heinrich von Görtz. 1854
- Wanderungen zwischen Hudson und Mississippi; Bd. 1 / Moritz Busch. 1854
- Wanderungen zwischen Hudson und Mississippi; Bd. 2 / Moritz Busch. 1854
- Corsica ; Bd. 1 / Ferdinand Adolf Gregorovius. - 1854
- Corsica ; Bd. 2 / Ferdinand Adolf Gregorovius. 1854
- Reisen in Canada und durch die Staaten von New-York und Pennsylvanien / Johann Georg Kohl. 1856
- Reisen in Canada und durch die Staaten von New-York und Pennsylvanien / Johann Georg Kohl. 1856
- Grönland geographisch und statistisch beschrieben / Anton von Etzel. 1860